# تغيرات الهيكل العظمي للإنسان نتيجة المشي على قدمين
أدى تطور المشي على القدمين لدى البشر، والذي بدأ في الرئيسيات قبل نحو أربعة ملايين عام، أو حتى قبل سبعة ملايين عام مع أناسي الساحل التشادي، أو نحو 12 مليون عام مع دانوفيوس غوغينموسي، إلى تحولات تشكلية (مورفولوجية) للهيكل العظمي البشري تشمل تغيرات في توضع عظام القدم وحجمها، وحجم الورك وشكله، وحجم الركبة، وطول الساق، وشكل العمود الفقري واتجاهه. كانت العوالم التطورية التي أنتجت هذه التغيرات موضوع العديد من النظريات.

## الكفاءة الطاقية
يعتبر مشي البشر أقل كلفة طاقية بنحو 75% من كل من المشي على أربع أقدام وعلى قدمين في الشمبانزي. تدعم بعض النظريات فكرة أن المشي على قدمين زاد الكفاءة الطاقية للسفر وأن هذا كان عاملًا مهمًا في أصل الانتقال عن طريق المشي على القدمين. يوفر البشر طاقة أكبر من الحيوانات التي تمشي على أربعة عند السير، ولكن ليس عند الركض. ركض البشر أقل فعالية بنسبة 75% من المشي. ساعدت دراسة في إثبات أن مشي أسرة البشرانيات على قدمين أكثر فعالية بشكل ملحوظ من مشي أبناء نفس الأسرة الذين يمشون على أربعة، ولكن كلفة السفر على أربعة أو على قدمين هي نفسها.

## القدم
طورت أقدام البشر أعقابًا أكبر لحمل الوزن الذي زاده التطور أيضًا. تطورت قدم الإنسان كمنصة لحمل الوزن الكامل للجسم، بدل أن تكون بنية قابضة، كما كان الحال لدى أوائل البشرانيات. لذا يمتلك البشر أصابع أقدام أصغر من أسلافهم الذين يمشون على قدمين. يشمل هذا إبهامًا غير قابل للثني، وقد أعيد تموضعه إلى جانب باقي أصابع القدمين. كذلك يمتلك البشر قوس قدم بدل القدم المسطحة. عند مشي البشرانيات من غير جنس الإنسان منتصبين، فإن الوزن ينتقل من العقب، على امتداد الجزء الخارجي من القدم، ثم عبر أصابع القدم المتوسطة، في حين تنقل قدم البشر الوزن من العقب، على امتداد الجزء الخارجي من القدم، عبر القوس الكروي للقدم، وأخيرًا إلى إبهام القدم. يساهم انتقال الوزن هذا في حفظ الطاقة خلال الحركة.

## الركبة
تضخمت ركب الإنسان لنفس السبب الخاص بالورك؛ لدعم مقدار أكبر من وزن الجسم بشكل أفضل. تقلصت درجة امتداد الركبة (الزاوية بين الفخذ وقصبة الساق في دورة المشي). يظهر النمط المتغير لزاوية مفصل الركبة لدى البشر ذروة قليلة الامتداد، تدعى «حركة الركبة المزدوجة»، في طور منتصف الوقوف. تقلص حركة الركبة المزدوجة الطاقة الضائعة عن طريق الحركة العمودية لمركز الثقل. يمشي البشر مع إبقاء ركبهم مفرودة وأفخاذهم محنية إلى الداخل بحيث تكاد الركب تكون تحت الجسم مباشرةً، بدل من كونها خارجة إلى الجانبين، كما هو الحال في البشرانيات الأسلاف. تساعد هذه المشية أيضًا في التوازن.

## الأطراف
غيرت زيادة في طول الساق منذ تطور المشي على القدمين كيفية عمل عضلات الساق عند اعتدال المشية. تأتي «الدفعة» في المشي عند البشر من عضلات الساق التي تؤثر عند الكاحل. تسمح الساق الأطول باستخدام الأرجحة الطبيعية للطرف بحيث لا يحتاج الإنسان -عند المشي- إلى استخدام العضلات لأرجحة الرجل الأخرى إلى الأمام لأجل الخطوة التالية. نتيجةً لذلك، وبما أن الإنسان لا يحتاج الطرفين الأماميين (الذراعين) للحركة، فهذه الأطراف مجهزة بشكل أمثل للحمل، والإمساك، والتلاعب بالأشياء بدقة كبيرة. ينتج عن هذا ضعف في الأطراف الأمامية بالمقارنة مع حجم الجسم للبشر مقارنةً بالقردة. يسمح امتلاك أطراف خلفية طويلة وأطراف أمامية قصيرة للبشر بالمشي المعتدل، في حين طور إنسان الغاب والجبون أذرعًا أطول للأرجحة على الأغصان. يمكن للقردة الوقوف على أطرافها الخلفية، ولكنها لا تستطيع ذلك لفترات طويلة من الزمن دون تعب. يرجع عذا إلى عدم تطور عظام الفخذ لديها بشكل ملائم للمشي على قدمين. للقردة عظام فخذ عمودية، في حين يمتلك البشر عظام فخذ تميل بزاوية صغيرة من الورك إلى الركبة، جاعلةً ركبتي الإنسان أقرب إلى بعضهما وتحت مركز ثقالة الجسم. يسمح هذا التكيف للبشر بقفل ركبهم والوقوف المعتدل لفترات طويلة من الزمن دون جهد كبير من العضلات. أصبح لعضلة الإلية الكبيرة دور شديد الأهمية في المشي، وهي من أكبر العضلات لدى البشر. هذه العضلة أصغر بكثير لدى القردة، ما يظهر أهميتها في المشي على القدمين. عند ركض البشر، تميل وضعيتنا المعتدلة للانثناء للأمام مع وقع كل قدم على الأرض منشئةً كمية حركة للأمام. تساعد عضلة الإلية في منع الجذع العلوي للجسم من «الارتماء للأمام» أو الوقوع.

## الحوض والورك
مفاصل الورك لدى الإنسان المعاصر أكبر منها لدى أسلافه التي تمشي على أربعة، وذلك لدعم المقدار الأكبر من وزن الجسم الذي يمر عبرهم بشكل أفضل، بالإضافة إلى امتلاكها شكلًا أقصر وأعرض. قرب هذا التحول في الشكل العمود الفقري إلى مفصل الورك، موفرًا قاعدةً مستقرة لدعم الجذع أثناء المشي المعتدل. أيضًا، لأن المشي على قدمين يتطلب من البشر التوازن على مفصل كروي حقي غير مستقر نسبيًا، فإن توضع العمود الفقري أقرب إلى مفصل الورك يسمح للبشر باستثمار مقدار أقل من الجهد العضلي للتوازن. قد يكون تغير شكل الورك أدى إلى نقصان درجة بسط الورك، وهو تطور كفوء طاقيًا. تغيرت الحرقفة من شكلها الطويل والضيق إلى شكل قصير عريض، وأصبحت جدران الحوض وحشية التوجه. توفر هذه التغيرات مجتمعةً زيادة في المساحة لعضلات الإلية كي تتعلق؛ ما يساعد في استقرار الجذع عند الوقوف على ساق واحدة. أصبح العجز كذلك أعرض، ما يزيد قطر قناة الولادة ويجعل الولادة أسهل. لزيادة سطح الرباط لأجل دعم أحشاء البطن خلال الوضعية المعتدلة، أصبح عظما الورك الإسكيان أكثر بروزًا وانتقلا باتجاه منتصف الجسم.

## العمود الفقري
للعمود الفقري للإنسان انحناء أمامي في المنطقة القطنية (السفلية) منه وانحناء خلفي في المنطقة الزورية (العلوية). لولا الانحناء القطني لانحنى العمود الفقري دومًا إلى الأمام، وهي وضعية تتطلب جهدًا عضليًا أكبر بكثير للحيوانات التي تسير على قدمين. مع الانحناء الأمامي، يستخدم الإنسان جهدًا عضليًا أقل للوقوف والمشي المعتدل. معًا، يجلب الانحناءان القطني والزوري مركز ثقالة الجسم إلى أعلى القدمين مباشرةً. كذلك فإن درجة انتصاب الجسم (زاوية انحناء الجسم بالنسبة لخط عمودي خلال دورة المشي) أصغر بكثير؛ لحفظ الطاقة.

## الجمجمة
جمجمة الإنسان متوازنة فوق العمود الفقري. تتوضع الثقبة العظمى أسفل الجمجمة، ما يضع الكثير من وزن الرأس خلف العمود الفقري. إضافةً إلى ذلك، يساعد الوجه المسطح للإنسان على حفظ التوازن على اللقم القذالية. لذلك فإن وضعية انتصاب للرأس ممكنة دون بروز الحرف فوق الحجاجي (قوس الحاجب) والروابط العضلية القوية الموجودة على سبيل المثال في القردة. لذا تستخدم عضلات الجبهة (العضلات الجبهية القذالية) لدى البشر فقط في تعبيرات الوجه. كان لزيادة حجم الدماغ دور بارز أيضًا في تطور الإنسان. بدأ بالازدياد قبل نحو 2.4 مليون عام، ولكن لم يبلغ الدماغ المستويات المعاصرة لحجمه إلا خلال الخمسمئة ألف سنة الماضية. أظهرت دراسات علم الحيوان أن حجم دماغ الإنسان أكبر بشكل واضح مما يمكن توقعه حسب حجم الإنسان. دماغ الإنسان في الحقيقة أكبر بثلاثة إلى أربعة أضعاف من أقرب أنسبائه – الشمبانزي.